# جانی هانکوکس
جانی هانکوکس (به انگلیسی: Johnny Hancocks) بازیکن فوتبال زادهٔ ۳۰ آوریل ۱۹۱۹ اهل کشور انگلستان که سابقهٔ بازی در تیم ملی فوتبال انگلستان را در کارنامهٔ خود دارد. وی در تاریخ ۲ دسامبر ۱۹۴۸ نخستین بازی ملی خود را در مقابل تیم ملی فوتبال سوئیس انجام داد و با حضور در ۳ بازی ملی، در تاریخ ۲۲ نوامبر ۱۹۵۰ واپسین بازی ملی‌اش را در برابر تیم ملی فوتبال یوگسلاوی برگزار کرد.
این بازیکن توانسته در بازی‌های ملی، ۲ گل به ثمر برساند.